# Tashkent Open 2017 - Qualificazioni singolare
Le qualificazioni del singolare femminile del Tashkent Open 2017 sono state un torneo di tennis preliminare per accedere alla fase finale della manifestazione. Le vincitrici dell'ultimo turno sono entrate di diritto nel tabellone principale. In caso di ritiro di una o più giocatrici aventi diritto a queste sono subentrati le lucky loser, ossia le giocatrici che hanno perso nell'ultimo turno ma che avevano una classifica più alta rispetto alle altre partecipanti che avevano comunque perso nel turno finale.

## Teste di serie
1. Jana Fett (qualificata)
2. Ana Bogdan (ultimo turno)
3. Jasmine Paolini (ultimo turno)
4. Irina Chromačëva (qualificata)

1. Lizette Cabrera (qualificata)
2. Anhelina Kalinina (primo turno, ritirata)
3. İpek Soylu (ultimo turno, ritirata)
4. Anna Kalinskaya (ultimo turno)

## Qualificate
1. Jana Fett
2. Lizette Cabrera

1. Vera Zvonarëva
2. Irina Chromačëva

## Tabellone

### Legenda
| - Q = Qualificato - WC = Wild card - LL = Lucky loser | - ALT = Alternate - SE = Special Exempt - PR = Protected Ranking | - w/o = Walkover - r = Ritirato - d = Squalificato |

### Sezione 1
|  | Primo turno | Primo turno       | Primo turno       | Primo turno | Primo turno |  |  | Ultimo turno | Ultimo turno | Ultimo turno | Ultimo turno | Ultimo turno |  |
|  |             |                   |                   |             |             |  |  |              |              |              |              |              |  |
|  | 1           | Jana Fett         | Jana Fett         | 6           | 6           |  |  |              |              |              |              |              |  |
|  |             | Alla Kudryavtseva | Alla Kudryavtseva | 4           | 1           |  |  | 1            | Jana Fett    | Jana Fett    | 3            |              |  |
|  | WC          | Sevil Yuldasheva  | Sevil Yuldasheva  | 0           | 1           |  |  | 7            | İpek Soylu   | İpek Soylu   | 0            | r            |  |
|  | 7           | İpek Soylu        | İpek Soylu        | 6           | 6           |  |  |              |              |              |              |              |  |

### Sezione 2
|  | Primo turno | Primo turno                | Primo turno        | Primo turno | Primo turno |  |  | Ultimo turno | Ultimo turno    | Ultimo turno | Ultimo turno | Ultimo turno |  |
|  |             |                            |                    |             |             |  |  |              |                 |              |              |              |  |
|  | 2           | Ana Bogdan                 | Ana Bogdan         | 6           | 6           |  |  |              |                 |              |              |              |  |
|  | WC          | Gozal' Aınıtdınova         | Gozal' Aınıtdınova | 2           | 2           |  |  | 2            | Ana Bogdan      | 1            | 6            | 64           |  |
|  |             | Valentini Grammatikopoulou | 3                  | 6           | 3           |  |  | 5            | Lizette Cabrera | 6            | 2            | 7            |  |
|  | 5           | Lizette Cabrera            | 6                  | 2           | 6           |  |  |              |                 |              |              |              |  |

### Sezione 3
|  | Primo turno | Primo turno       | Primo turno | Primo turno | Primo turno |  |  | Ultimo turno | Ultimo turno    | Ultimo turno    | Ultimo turno | Ultimo turno |  |
|  |             |                   |             |             |             |  |  |              |                 |                 |              |              |  |
|  | 3           | Jasmine Paolini   | 4           | 6           | 6           |  |  |              |                 |                 |              |              |  |
|  |             | Katarina Zavatska | 6           | 3           | 1           |  |  | 3            | Jasmine Paolini | Jasmine Paolini | 0            | 2            |  |
|  |             | Vera Zvonarëva    | 6           | 1           |             |  |  |              | Vera Zvonarëva  | Vera Zvonarëva  | 6            | 6            |  |
|  | 6           | Anhelina Kalinina | 4           | 0           | r           |  |  |              |                 |                 |              |              |  |

### Sezione 4
|  | Primo turno | Primo turno      | Primo turno      | Primo turno | Primo turno |  |  | Ultimo turno | Ultimo turno     | Ultimo turno     | Ultimo turno | Ultimo turno |  |
|  |             |                  |                  |             |             |  |  |              |                  |                  |              |              |  |
|  | 4           | Irina Chromačëva | Irina Chromačëva | 6           | 6           |  |  |              |                  |                  |              |              |  |
|  | WC          | Nasiba Espolova  | Nasiba Espolova  | 0           | 1           |  |  | 4            | Irina Chromačëva | Irina Chromačëva | 6            | 6            |  |
|  | WC          | Olesya Kim       | Olesya Kim       | 0           | 2           |  |  | 8            | Anna Kalinskaya  | Anna Kalinskaya  | 1            | 1            |  |
|  | 8           | Anna Kalinskaya  | Anna Kalinskaya  | 6           | 6           |  |  |              |                  |                  |              |              |  |